# Разломна долина (провинция)
Разломна долина е една от осемте провинции на Кения. Граничи с Уганда, Южен Судан и Етиопия. Провинцията е най-голяма по площ и една от най-добре икономически развитите провинции в Кения. Името ѝ идва от Голямата източноафриканска разломна долина, която минава през нея и заема по-голямата ѝ част. Според преброяването през 1999, населението на провинцията е приблизително 7 млн. души, а площта е 173 854 км². Провинцията е и с най-голямо население в цялата страна. Столицата ѝ е град Накуру. Разделена е на 36 района.

## Население
Населението на провинцията е мрежа от много различни племена и народи. Повечето от най-добрите кенийски състезатели по бягане са родом от племето Календжин, което живее в разломната долина. Масаите, живеещи в провинцията, се славят като международния културен символ на Кения. Тяхната общност е с най-познатата културна идентичност в и извън Кения. Племената Масаи и Календжин са единствените от всички общности в Кения, които наричат разломната долина свой дом. Освен тях и други общности живеят в провинцията. По-голямата част от населението на разломната долина е селско, въпреки че постепенно започва да се заселва в градовете. Големи и малки градове, възниквали повече от години, за да дадат дом на хората от селско-градското преселване. Провинцията е икономически и културно най-богатата в Кения.

## География
На територията на провинция Разломна долина са разположени угасналите вулкани Лонгонот и Сусва и езерата Баринго, Богория, Магади, Накуру, Найваша, Туркана и долината Сугута.
Туристическа атракция в провинцията е стръмният склон Елгейо на разломната долина. Географските особености на Разломната долина са уникални и нямат подобни на себе си в много части на света. Планините в провинцията осигуряват достатъчно валежи за развитие на земеделието, което е икономически най-развито.
| Портал | Портал „Африка“ съдържа още много статии, свързани с Африка. Можете да се включите към Уикипроект „Африка“. |